# Park Cho-a
Park Cho-a (hangul: 박초아; Incheon, 6 de marzo de 1990), más conocida como Choa (초아), es una cantante y actriz surcoreana. Fue miembro del grupo femenino AOA formado por FNC Entertainment.

## Biografía
Quería estudiar música en la universidad, pero su padre conservador quería que su profesión fuera normal, y por lo tanto, ella se inscribió en la Administración de Empresas de Aviación de la Inha Technical College.

## Carrera
Su primer paso para convertirse en idol fue cuando conoció a Juniel y le dijo sobre las audiciones del FNC para su girl group, AOA. Al principio, sus padres se opusieron a su sueño de ser una cantante, pero más tarde le dieron el permiso después de que se dieran cuenta de que ella podría haber heredado el talento musical de su madre, quien se especializó en piano. También tocó la guitarra durante 3 años.

## Filmografía

### Programas de realidades
| Año  | Título             | Papel      | Canal     | Notas         |
| ---- | ------------------ | ---------- | --------- | ------------- |
| 2013 | Cheongdam-dong 111 | Ella misma | tvN       | Rol principal |
| 2015 | One Fine Day       | Ella misma | MBC Music | Rol principal |

### Programas de variedades
| Año  | Título                   | Papel             | Canal       | Notas                                                    |
| ---- | ------------------------ | ----------------- | ----------- | -------------------------------------------------------- |
| 2013 | Idol Drawing Competition | Oponente          | MBC Every 1 |                                                          |
| 2014 | Hello Counselor          | Invitada          | KBS         | Ep. 199                                                  |
| 2014 | 2 Days & 1 Night         | Invitada especial | KBS 2TV     | Ep. 349 (Temporada 3, Ep. 28) - junto a Jimin y Seolhyun |
| 2015 | My Little Television     | Invitada regular  | MBC         |                                                          |
| 2015 | Car Center               | Invitada regular  | MBC         |                                                          |
| 2015 | We Got Married           | MC                | MBC         |                                                          |
| 2015 | Running Man              | Invitada          | SBS         | Episodio 244                                             |
| 2015 | Hello Counselor          | Invitada          | KBS         | Ep, 231 - Junto a Kwon Mina                              |
| 2015 | King of Mask Singer      | Concursante       | MBC         | concursó como "Omae, Full Autumn Foliage" (ep. 25-26)    |
| 2017 | Hello Counselor          | Invitada          | KBS         | Ep, 307                                                  |
| 2021 | Running Man              | Invitada          | SBS         | Ep. 550                                                  |

### Apariciones en vídeos musicales
| Año  | Título         | Artista | Papel           |
| ---- | -------------- | ------- | --------------- |
| 2015 | "Don't Be Shy" | Primary | Papel principal |

## Premios y nominaciones
| Año  | Trabajo nominado | Premio                   | Categoría            | Resultado |
| ---- | ---------------- | ------------------------ | -------------------- | --------- |
| 2015 | We Got Married   | MBC Entertainment Awards | New Star of the Year | Ganadora  |